# Alternativbehandling av cancer

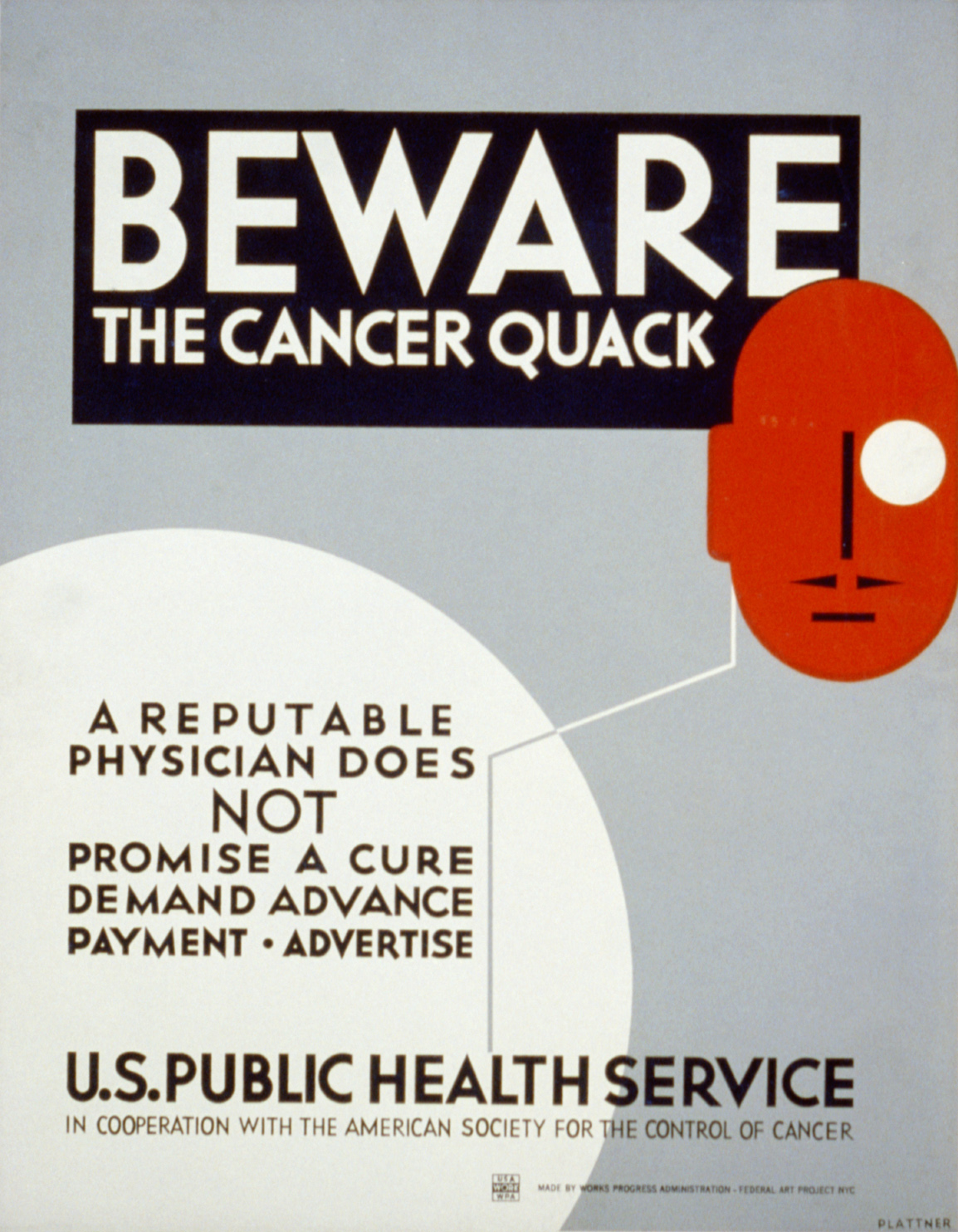
Informationsposter från 1930-talets USA som varnar för "cancer-kvackare" som vill lura en på pengar.

Alternativ behandling av cancer syftar på behandlingsformer av cancer som inte godkänts som behandlingsform av vetenskapen eller statliga myndigheter. De kan omfatta dieter, vissa motion-former, preparat, örter, verktyg och manuella procedurer. Behandlingsformerna är inte evidensbaserade, vilket beror på att inga vetenskapliga tester gjorts eller kan göras, på att metoderna bevisligen inte gett  någon effekt eller på att de bevisligen är skadliga (såsom antioxidanter). I Sverige är det olagligt att erbjuda alternativbehandling mot cancer.

## Användning och jämförelser
Vissa alternativa behandlingsmetoder av cancer används vid sidan av konventionell cancerbehandling; då som komplementär behandling. Andra alternativa behandlingsmetoder används istället för konventionell cancerbehandling. Alternativ cancerbehandling skiljs i regel från experimentell behandling av cancer, där de vetenskapliga testerna för att utröna effektiviteten är på gång. All sorts kemoterapeutisk cancerbehandling betraktades som experimentell cancerbehandling, till dess att deras effektivitet kunnat säkerställas genom tester.
Sedan 1940-talet har läkarvetenskapen utvecklat kemoterapi, strålbehandling, tilläggsbehandling, målinriktade cancerläkemedel och kirurgisk onkologi. Dessförinnan dog 90 procent av cancerpatienterna inom fem års tid. Med hjälp av moderna, konventionella behandlingsmetoder avlider endast 34 procent av patienterna inom samma tidsrymd.
Medan konventionella typer av cancerbehandlingar i regel förlänger livet eller helt botar patienten från cancer, har många behandlingsformer också bieffekter av olika slag. Dessa kan inkludera smärta, blodförtjockning, trötthet och infektion. Detta skapar – tillsammans med bristen på garanti att en viss behandlingsform verkligen ska hjälpa, eller tips och stöd i Facebook-grupper – en lockelse till alternativa behandlingsformer. De senare påstås ofta orsaka färre bieffekter eller öka chansen till överlevnad.

## Spridning
Spridning av alternativa behandlingsformer för cancer skiljer sig åt från land till land och från region till region. En studie från år 2000, publicerad i European Journal of Cancer, visade på att 22,4 procent av ett urval på 1 023 undersökta kvinnliga bröstcancerpatienter från det brittiska cancerregistret hade prövat på någon alternativ behandling under de senaste 12  månaderna. Studiens slutsats var att patienterna hade lagt ner åtskilliga tusen pund på dylika behandlingar och att utövare av komplementära behandlingsmetoder var ett omfattande och sannolikt växande fenomen.
I Australien visade en studie att 46 procent av barn som led av cancer hade nyttjat åtminstone en sådan behandlingsmetod. Bland de mer populära alternativa behandlingsmedlen mot cancer var olika slags dieter, antioxidanter och intensivkurer med vitaminer och örtmedicin.
I en undersökning bland amerikanska cancerpatienter noterades att personer födda på 1940- och 1950-talet oftare drog sig till komplementära eller alternativa behandlingsmetoder än personer ur en äldre generation.
“Alternativ” behandling med kosttillskott innehållande antioxidanter har visat sig förvärra cancer och hjälper cellerna att sprida sig. Sambanden är så starka att studier på området fått avbrytas av etiska skäl och en forskare på Karolinska institutet kallar antioxidanterna för "raketbränsle" för cancerceller. Vidare berättade forskaren att cancerpatienter ofta är storkonsumenter av kosttillskott. För pressen berättade han att personer i vitaminbranschen mordhotat honom för hans upptäckter.